# Montzéville
Montzéville je francouzská obec v departementu Meuse v regionu Grand Est. V roce 2013 zde žilo 158 obyvatel.

## Poloha
Sousední obce jsou: Aubréville, Avocourt, Béthelainville, Esnes-en-Argonne, Fromeréville-les-Vallons, Chattancourt, Marre a Récicourt.

## Vývoj počtu obyvatel
Počet obyvatel 